# (229425) Grosspointner
(229425) Grosspointner est un astéroïde de la ceinture principale.

## Description
(229425) Grosspointner est un astéroïde de la ceinture principale. Il fut découvert le 11 octobre 2005 à Altschwendt par Wolfgang Ries. Il présente une orbite caractérisée par un demi-grand axe de 2,64 UA, une excentricité de 0,16 et une inclinaison de 2,7° par rapport à l'écliptique.

## Compléments